# Pirat (pocisk)
Pirat – polski lekki przeciwpancerny pocisk kierowany z XXI wieku, opracowany przez zakłady Mesko. Przewidziany do wejścia na uzbrojenie Wojska Polskiego. Wywodzi się z konstrukcji ukraińskiego pocisku RK-3 Korsar.

## Historia
U podstaw powstania pocisku Pirat leżały prace nad amunicją artyleryjską precyzyjnego rażenia samonaprowadzającą się na cel podświetlony laserowo. Podjęte w odpowiedzi na wymagania Wojska Polskiego w zakładach Mesko pod koniec pierwszej dekady XXI wieku, doprowadziły do skonstruowania pocisku artyleryjskiego APR 155. Skonstruowano też współpracujący z nim laserowy podświetlacz celów LPC-1. Opanowanie technologii laserowych głowic samonaprowadzania umożliwiło także skonstruowanie kierowanego na takiej samej zasadzie lekkiego przeciwpancernego pocisku rakietowego. Początkowo zakładano, że pocisk taki będzie oparty na konstrukcji przeciwlotniczej rakiety Grom. Miała być w nim zastosowana nowa głowica samonaprowadzania i zapalnik, jednakże pozostawiona głowica bojowa pocisku przeciwlotniczego wykluczała zwalczanie czołgów, umożliwiając rażenie tylko bojowych wozów piechoty, lżejszych pojazdów lub umocnień. Ostatecznie zdecydowano skorzystać ze współpracy nawiązanej z ukraińskim biurem konstrukcyjnym KKB Łucz i oprzeć się na konstrukcji opracowanego przez to biuro pocisku przeciwpancernego RK-3 Korsar, który był kierowany inną metodą – zdalnie sterowany w laserowej wiązce prowadzącej. Ukraiński pocisk nie miał przy tym zostać spolonizowany, a jedynie jego elementy miały stanowić punkt wyjścia do polskiego pocisku. Koncepcja ta została zaprezentowana w 2013 roku i spotkała się z zainteresowaniem wojska, co spowodowało zlecenie zakładom Mesko w 2014 roku ze środków budżetowych pracy rozwojowej kosztem 15 milionów złotych na „opracowanie i wdrożenie lekkiego systemu ze sterowaną rakietą o zasięgu 2,5 km kryptonim Pirat”. Partnerami Mesko S.A. były CRW Telesystem-Mesko Sp. z o.o., KKB Łucz, Wojskowa Akademia Techniczna i PCO S.A. Biuro Łucz odpowiadało za ogólny projekt pocisku jako nosiciela i blok sterów, Telesystem-Mesko za głowicę naprowadzającą, optoelektronikę i autopilota (we współpracy z KKB Łucz), a Mesko za głowicę bojową z zapalnikiem, silnik startowy i marszowy oraz pozostałe zespoły, w tym wyrzutnię.
W 2016 roku prowadzono próby głowicy naprowadzania przy użyciu zmodyfikowanej rakiety Grom. W czerwcu 2017 roku rozpoczęto próby poligonowe pocisku Pirat w docelowej konfiguracji, ze zmodyfikowanymi komponentami pocisku Korsar dostarczonymi przez stronę ukraińską. Do 2019 roku w trakcie badań i rozwoju konstrukcji wystrzelono ogółem 18 pocisków.
Wyrzutnia pocisku jest naramienna lub na trójnogu. Jest wyposażona w zespół obserwacyjno-celowniczo-podświetlający (CLU), zawierający kamerę dzienną, kamerę termowizyjną i laserowy podświetlacz-dalmierz LPD-A. Lot pocisku jest automatycznie sterowany na punkt oświetlony laserowym podświetlaczem celu. Etatową obsadę ma tworzyć dwóch żołnierzy: strzelec i operator podświetlacza/amunicyjny. Zadaniem operatora lub strzelca jest utrzymanie plamki lasera na celu do momentu trafienia. Możliwe jest podświetlanie celu przez strzelca za pomocą zespołu CLU wyrzutni lub przez operatora zewnętrznego podświetlacza; w drugim przypadku strzelec może opuścić stanowisko bezpośrednio po wystrzale. Możliwy jest wybór dwóch trajektorii lotu: płaskiej lub z przewyższeniem, kiedy pocisk wznosi się na wysokość 70–150 m i atakuje czołg pod znacznym kątem od góry, rażąc słabiej chroniony rejon. Przebijalność głowicy ma wynosić ekwiwalent 550 mm stali (RHA) za pancerzem reaktywnym.
Pirat ma stanowić lekki system, plasujący się w systemie obrony przeciwpancernej pomiędzy pociskami Spike-LR a granatnikami przeciwpancernymi. Przewidywany jest na uzbrojenie zarówno wojsk operacyjnych, jak i Wojsk Obrony Terytorialnej. Dzięki przyjętemu układowi konstrukcyjnemu i systemowi naprowadzania zaletą jest stosunkowo niska cena pocisku, która ma wynosić ok. 1/3 ceny pocisku amerykańskiego zestawu FGM-148 Javelin (używanego także przez WOT).